# Сидоришин, Алексей Петрович
Алексей Петрович Сидоришин (1921—1945) — старший лейтенант Рабоче-крестьянской Красной Армии, участник Великой Отечественной войны, Герой Советского Союза (1946).

## Биография
Алексей Сидоришин родился 27 января 1921 года в селе Йосиповка (ныне — Старосинявский район Хмельницкой области Украины). С 1930 года проживал в Москве, окончил среднюю школу, после чего работал токарем. В 1940 году Сидоришин был призван на службу в Рабоче-крестьянскую Красную Армию. В 1941 году он окончил Кировабадскую военную авиационную школу лётчиков. С начала Великой Отечественной войны — на её фронтах.
К концу войны гвардии старший лейтенант Алексей Сидоришин командовал звеном 226-го гвардейского бомбардировочного авиаполка 13-й гвардейской бомбардировочной авиадивизии 2-го гвардейского бомбардировочного авиакорпуса 18-й воздушной армии. За время своего участия в войне он совершил 279 боевых вылетов на бомбардировку важных объектов противника, нанеся ему большой ущерб. 10 мая 1945 года за эти заслуги Сидоришин был представлен к званию Героя Советского Союза.
Участвовал также в боях советско-японской войны. Трагически погиб 7 ноября 1945 года, похоронен в родном селе.
Указом Президиума Верховного Совета СССР от 15 мая 1946 года за «отвагу, мужество и героизм, проявленные на протяжении всей отечественной войны в боях с немецкими захватчиками» гвардии старший лейтенант Алексей Сидоришин посмертно был удостоен высокого звания Героя Советского Союза. Также был награждён двумя орденами Ленина, двумя орденами Красного Знамени и рядом медалей.